# Брегенц (округ)
Брегенц (нем. Bezirk Bregenz) — округ в Австрии. Центр округа — город Брегенц. Округ входит в федеральную землю Форарльберг. Занимает площадь 863,34 км². Население 125 235 чел. Плотность населения 145 человек/км².
В округе находятся горные озёра Бутцензе, Кальбелезе, Кёрберзе, Лекнер-Зе и Хохальпзе.

## Города и общины
Общины
Города
1. Брегенц (27 261)

Ярмарки
1. Бецау (1 984)
2. Хард (12 001)
3. Лаутерах (9 132)
4. Вольфурт (8 050)

Общины
1. Альбершвенде (3 031)
2. Андельсбух (2 274)
3. Ау (1 706)
4. Бильдштайн (768)
5. Бицау (1013)
6. Бух (Форарльберг) (573)
7. Дамюльс (396)
8. Дорен (1 004)
9. Эгг (3 428)
10. Айхенберг (387)
11. Фусах (3 645)
12. Гайсау (1 567)
13. Хиттизау (1 855)
14. Хёхст (7 601)
15. Хоэнвайлер (1 296)
16. Хёрбранц (6 361)
17. Кеннельбах (2 008)
18. Крумбах (991)
19. Ланген-Брегенц (1 326)
20. Лангенегг (1 060)
21. Лингенау (1 346)
22. Лохау (5 325)
23. Меллау (1 266)
24. Мёггерс (536)
25. Ройте (585)
26. Рифенсберг (1 017)
27. Шнепфау (497)
28. Шоппернау (925)
29. Шрёккен (242)
30. Шварцах (3 514)
31. Шварценберг (Брегенцервальд) (1 799)
32. Зибратсгфелль (397)
33. Зульцберг (1 721)
34. Варт (261)